# Famille De Nobili de Calabre
Pour les articles homonymes, voir Famille De Nobili.
La famille De Nobili de Calabre est une famille noble italienne, originaire de la ville de Catanzaro, qui compta de nombreuses personnalités politiques, historiens, économistes, universitaires, patriotes du Risorgimento et écrivains.
Originaire de l'île de Lipari et arrivée en Calabre au milieu du XVe siècle, elle se divisait en quatre branches : celle de Pescara (éteinte au XIXe siècle), celle de Naples (éteinte également au XIXe siècle, elle portait le titre de marquis), celle de la Bagliva (représentée notamment par le Grand Chambellan Emanuele De Nobili, acheteur de 40 % des biens expropriés à l’Église en Italie du Sud, et par ses fils qui s'exilèrent sur l'île grecque de Corfou à la suite de l'Affaire De Nobili) et celle des barons de Magliacane dont faisaient partie Carlo De Nobili et Filippo De Nobili. Les De Nobili étaient liés par mariages à de nombreuses autres familles célèbres telles que les Grimaldi de Calabre, les Poerio, les Sanseverino et les Orsini.
Les De Nobili furent en possession de nombreux fiefs dans le sud de l'Italie notamment à travers toute la Calabre (comme les villes de Vibo Valentia, Tropea, Reggio de Calabre ou Cosenza ainsi que le bailliage de Catanzaro et de nombreux autres plus petits fiefs) mais aussi en Sicile (tel que l'île de Lipari) ou dans les Pouilles.

## DuXVesiècleauXVIesiècle
Le premier membre connu de la famille est Antonio De Nobili, initialement commandant de l'île de Lipari dans les années 1430 et 1440. Proche du roi Alphonse V d'Aragon, il combat pour lui à Gaëte contre les français qui cherchent à envahir le royaume de Naples et en échange est nommé capitaine de Mazara del Vallo en 1458. Il reçoit successivement les titres de châtelain de Reggio de Calabre en 1463, puis de Tropea et enfin de Squillace en 1468.
Le fils aîné d'Antonio, Giovanni De Nobili, devient le conseiller du roi Ferdinand Ier de Naples. Il sera le premier à transférer sa famille de la cour de Naples, où elle résidait depuis son arrivée de Lipari, jusqu'à Catanzaro où la branche aînée de la famille s'installera pour les cinq siècles suivant. En 1494 il hérite du titre de châtelain de Squillace ainsi que de celui de baron de Castelmonardo, Monterosso et Polia. Sa proximité avec la famille royale lui permet aussi d'obtenir les charges de gouverneur général des villes de Reggio de Calabre, Monteleone et Francica. Enfin, en 1483, le roi lui offre le bailliage de Catanzaro en baronnie, qui restera dans la famille jusqu'à l'abolition des titres de noblesse presque 400 ans plus tard. Giovanni De Nobili décédera en 1513 après avoir épouser en 1478 la fille du comte de Vena di Maida. On peut aussi citer les frères de Giovanni, Bartolomeo et Roggiero De Nobili, qui seront tous les deux châtelains de Nicastro ainsi que barons de Castelmonardo, Monterosso et Polia, ou son neveu Antonello De Nobili (mort en 1535) qui obtiendra aussi de nombreux titres tels que baron du bailliage de Nardò, dans les Pouilles, ainsi que châtelain des villes de Cosenza, Satriano, Soverato et Montepaone.
Après avoir donné une lignée d'aristocrates et de personnalités religieuses (notamment un abbé, plusieurs sœurs dans des couvents et des moines capucins), la famille se sépare à la fin du XVIe siècle en deux branches distinctes : celle des barons de Magliacane et celle des barons du bailliage de Catanzaro (aussi appelés De Nobili della Bagliva, le terme bailliage étant traduit bagliva en italien).

## Branches de la Bagliva et de Naples

### Branche turco-grecque

#### Apogée à Corfou
La famille s'installe définitivement à Corfou et se fait naturaliser en obtenant ainsi la nationalité grecque. Domenico De Nobili y commence une carrière universitaire qui le mènera à être nommé professeur à l'Académie ionienne, première institution académique de la Grèce moderne, où il côtoie de nombreux autres professeurs italiens exilés. Partisan de la Grande Idée, théorie à l'origine de la création du royaume de Grèce en 1832, il est facilement accueilli par le gouvernement de Corfou et se hisse, en plus de son poste professoral, parmi les principaux avocats de l'île. Domenico De Nobili est également le premier traducteur de l’Hymne à la Liberté en italien et en vers. Écrit par le poète Dionýsios Solomós en 1823 et futur hymne national de la Grèce et de Chypre, il sera traduit une première fois en italien et en prose en 1825 par Gaetano Grassetti mais Domenico De Nobili sera le premier à le traduire en vers en 1837 sous le nom d’Inno alla Libertà,.

### Branche de Naples
La branche de Naples possédait le titre de marquis de Simeri en tant qu'héritier de la famille Fiore au XVIIIe siècle. Parmi ceux-ci on peut citer le marquis Raffaele De Nobili (1810-1888), chevalier de l'ordre des Saints-Maurice-et-Lazare et de l'ordre de la Couronne d'Italie, qui épousa la comtesse Maria Emmanuela de Ildaris (1800-1869).

## Possessions
| \| 7 6 21 20 17 8 2 14 16 15 1 13 12 11 18 19 9 10 4 5 3 \| Possessions de la famille De Nobili en Calabre. |
| 7 6 21 20 17 8 2 14 16 15 1 13 12 11 18 19 9 10 4 5 3                                                       |

| Région   | Province                      | Fief                       | Titre                     |
| -------- | ----------------------------- | -------------------------- | ------------------------- |
| Sicile   | Province de Messine           | Lipari                     | Patricien puis Commandant |
| Sicile   | Province de Trapani           | Mazara del Vallo           | Capitaine                 |
| Calabre  | Province de Reggio de Calabre | Reggio de Calabre          | Châtelain                 |
| Calabre  | Province de Reggio de Calabre | Reggio de Calabre          | Gouverneur général        |
| Calabre  | Province de Vibo Valentia     | Tropea                     | Châtelain                 |
| Calabre  | Province de Vibo Valentia     | Vibo Valentia - Montileone | Gouverneur général        |
| Calabre  | Province de Vibo Valentia     | Francica                   | Gouverneur général        |
| Calabre  | Province de Vibo Valentia     | Castelmonardo              | Baron                     |
| Calabre  | Province de Vibo Valentia     | Polia                      | Baron                     |
| Calabre  | Province de Vibo Valentia     | Monterosso                 | Baron                     |
| Calabre  | Province de Cosenza           | Cosenza                    | Châtelain                 |
| Calabre  | Province de Catanzaro         | Bailliage de Catanzaro     | Baron                     |
| Calabre  | Province de Catanzaro         | Squillace                  | Châtelain                 |
| Calabre  | Province de Catanzaro         | Nicastro                   | Châtelain                 |
| Calabre  | Province de Catanzaro         | Satriano                   | Baron                     |
| Calabre  | Province de Catanzaro         | Soverato                   | Baron                     |
| Calabre  | Province de Catanzaro         | Montepaone                 | Baron                     |
| Calabre  | Province de Catanzaro         | Stalettì                   | Baron                     |
| Calabre  | Province de Catanzaro         | Magliacane                 | Baron                     |
| Calabre  | Province de Catanzaro         | Amendola                   | Baron                     |
| Calabre  | Province de Catanzaro         | Medina (Catanzaro)         | Baron                     |
| Calabre  | Province de Catanzaro         | Grangia di Sant'Anna       | Baron                     |
| Calabre  | Province de Catanzaro         | Catanzaro Marina           | Propriétaire de la douane |
| Calabre  | Province de Catanzaro         | Duché de Simeri            | Baron                     |
| Calabre  | Province de Catanzaro         | Simeri                     | Marquis                   |
| Calabre  | Province de Catanzaro         | Soveria                    | Baron                     |
| Calabre  | Province de Catanzaro         | Sellia                     | Baron                     |
| Calabre  | Province de Catanzaro         | Crichi                     | Baron                     |
| Pouilles | Province de Lecce             | Bailliage de Nardò         | Baron                     |